# Голлівудська асоціація іноземної преси
Асоціація іноземної преси Голлівуду (англ. Hollywood Foreign Press Association, HFPA) — це некомерційна організація, члени якої є міжнародні журналісти, що працюють у Голлівуді (Лос-Анжелес, штат Каліфорнія). Асоціація відома як засновник і співпродюсер щорічної премії «Золотий глобус», церемонія якої, відбувається щорічно у січні. HFPA налічує близько 90 членів, які поширюють інформацію про кіно з іншими екранними засобами масової інформації (з відео та телебаченням) через різні видання по всьому світу.
Завдяки щорічній премії Золотий глобус на 2016 р. HFPA зібрала 25,9 млн доларів США протягом останніх двадцяти семи років; було пожертвувано більше 15 млн доларів США протягом останніх дев'ятнадцяти років на благодійність у сфері кіноіндустрії; профінансовано 1329 студентів, яким було виділено стипендії і ґранти на зйомки майбутніх фільмів та телепрограм; відновлено 92 старих фільмів серед яких King Kong (1933) і Woman on the Run (1950).

## Історія

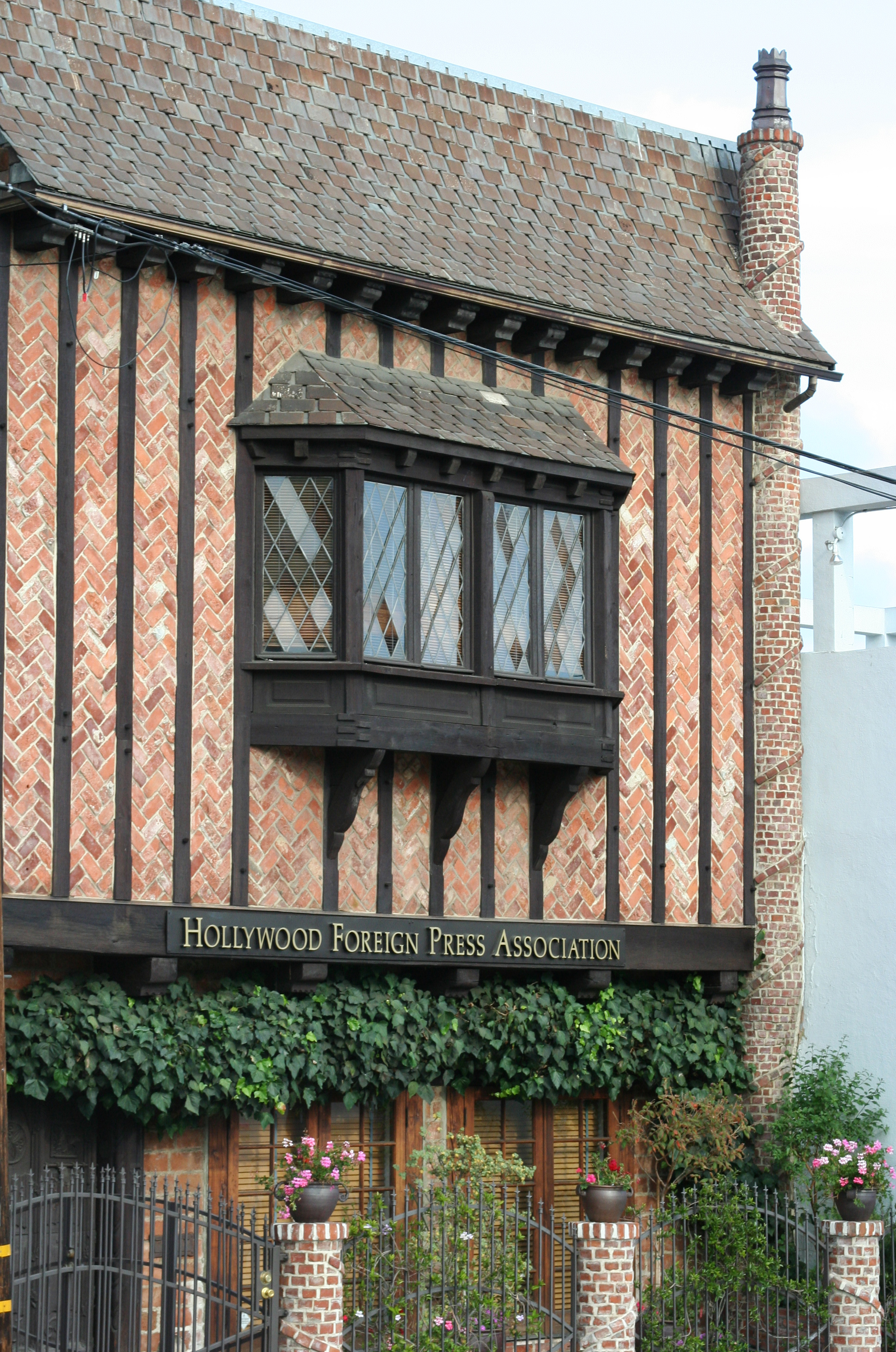
Фасад будівлі офісу Голлівудської Асоціації іноземної преси в Лос-Анджелесі

Асоціація, відома у всьому світі премією Золотий глобус, своїм корінням сягає початку 1940, коли атака Перл-Гарбор примусила Америку взяти участь у Другій світовій війні. На тлі військової метушні, труднощів з комунікаціями група іноземних журналістів об'єдналися, щоб спільно знаходити інформацію і матеріали про цікаві події кіно. Ідея була не нова: раніше, у 1928 році була створена Голлівудська асоціація іноземних кореспондентів (Hollywood Association of Foreign Correspondents (HAFCO), а у 1935 році з'явилася організація Foreign Press Society (Суспільство іноземної преси), яка через деякий час перетворилась на HFPA.
Асоціація (Hollywood Foreign Correspondents Association, HFPA) утворилась у жовтні 1943 року в Лос-Анджелесі за ініціативи кореспондентів британської Daily Mail під гаслом «єдність без дискримінації релігії чи раси» і складалася з восьми членів. Метою засновників було налагодження більш організованого процесу поширення новин про голлівудський кінематограф на міжнародні ринки.
Перших призерів Золотого Глобуса у царині кіноіндустрії оголошено в січні 1944 року на студії кінокомпанії 20th Century Fox. Дженніфер Джонс стала найкращою акторкою за роль у фільмі «Пісня Бернадетти», який також отримав перемогу як найкращий фільм; Пол Лукас отримав нагороду як найкращий актор (фільм «Дозор на Рейні»). Нагороди були представлені у формі сувоїв. Статуетка у вигляді невеликої кулі, загорнутої в рулон негативної плівки отримала свій нинішній вигляд у 1945-1946 роках.
На початку 1950 років, через розбіжності всередині Асоціації у поглядах щодо цілей і місії організації, частина журналістів відокремилася створивши Голлівудську Асоціацію іноземних кореспондентів. Ця внутрішня боротьба не стала загрозою для надання Глобусів і тоді ж була заснована Премія імені Сесіля Б. ДеМілля, якою вперше було нагороджено самого Де Мілля. Зрештою, у 1955 році, члени обох організацій домовилися про об'єднання у Голлівудську Асоціацію іноземної преси з єдиними принципами і чіткими вимогами щодо членства.
За перші роки свого існування діяльність HFPA була спрямована на дослідження більше 900 газет, журналів та радіостанцій зі всього світу щодо пошуку номінантів на премію Золотий глобус. Серед перших нагороджених були Тоні Кертіс, Мерілін Монро, Доріс Дей і Леслі Карон.
У 1955 році Асоціація почала визначати найкращих виробників телевізійної продукції у різних категоріях, завдяки чому, кількість нагород досягла двадцяти п'яти (чотирнадцять у кіно і одинадцять у телебаченні).
Кожного року, члени Асоціації беруть інтерв'ю більш ніж у 400 акторів, режисерів, письменників і продюсерів, використовують «обідні» інтерв'ю дорогою до зйомок фільмів (ідея «Bon Voyage»), ведуть репортажі зі знімальних майданчиків, а також переглядають більш ніж 300 фільмів. Члени Асоціації беруть участь у кінофестивалях інших країн з метою пошуку цікавих, інноваційних фільмів іноземною мовою, встановлення міжнародних творчих зв'язків, поглибленню світових інтеграційних процесів в галузі театру, кіно і телебачення.
В останні роки значно розширився міжнародний прокат премії Золотий глобус, що привело до більшої популярності цього шоу на телебаченні.
Місія організації HFPA полягає не лише у визнанні досягнень у кіно і телебаченні, а й у благодійній діяльності. Благодійний фонд (The HFPA Charitable Trust The Hollywood Foreign Press Association's Charitable Trust (the HFPA Trust) створений з метою надання фінансової підтримки освітнім та культурним некомерційним організаціям у сфері кіноіндустрії.

## Діяльність HFPA
Встановлення сприятливих відносин, культурних зв'язків між закордонними країнами і Сполученими Штатами Америки щодо поширення інформації, яка стосується американської культури і традицій через екранні засоби масової інформації;
Визнання досягнень та присвоєння щорічної нагороди за заслуги (премія Золотий глобус) як постійного стимулу для розвитку індустрії кіно і телебачення як вітчизняних, так і зарубіжних, серед кращих продуктів кіно і телебачення;
Визнання та підтримка некомерційних організацій, пов'язаних з кіноіндустрією та участь HFPA в освітній, культурній та гуманітарній діяльності;
Підвищення інтересу до вивчення кіномистецтва, в тому числі розвиток талантів у сфері кінематографу на основі виділення грантів і стипендій навчальним закладам.

## Склад HFPA
Президент, віце-президент, виконавчий секретар, скарбник і рада директорів обираються з числа членів щорічно. Кожного місяця відбуваються засідання членів Асоціації, де вирішуються нагальні питання. HFPA також має чотири штатні працівника, які не є членами.

### Вимоги
HFPA має суворі правила для набуття членства в Асоціації. Кожного року максимум п'ять журналістів допускаються до неї.
Журналіст повинен:
- мати постійне проживання у Південній Каліфорнії;
- довести наявність не менше чотирьох публікацій статей або інтерв'ю протягом останнього року і мати свої оригінальні друковані роботи;
- заручитися підтримкою як мінімум двох членів Асоціації і отримати від них письмові підтвердження своєї компетентності;
- бути акредитованим Американською асоціацією кінокомпаній (Motion Picture Association of America).;
- надати докази про отриману платню за опубліковані роботи за кордоном.

## Фінансування HFPA
HFPA отримує значні ліцензійні збори за право транслювати церемонію нагородження премії Золотий глобус (Golden Globe Awards) та пов'язані з нею діяльністю тощо.
Протягом всієї історії, більшість коштів HFPA було виділено на розвиток і збереження мистецтва кіноіндустрії. Фінансування HFPA головним чином спрямоване на досягнення наступних цілей:
1. Підтримка молодих митців у галузі кіно і телебаченні, а саме:
- Виділення стипендій, грантів та іншої підтримки студентам і випускникам кіношкіл у Сполучених Штатах Америки;
- Сприяння розвитку створення різних програм навчання, високопрофесійного виховання творчої молоді з різних верств населення, в першу чергу в регіоні Лос-Анджелеса;
- Здійснення професійного навчання, удосконалення мистецької освіти, оптимальне співвідношення гуманітарної, фундаментальної та спеціальної підготовки майбутніх майстрів кіно і телебачення;

2. Розвиток культури та історії кінофільмів, а саме:
- збереження фільмів та архівних програм національного і міжнародного значення;
- ретроспектива фільмів, які наочно демонструють основні твори видатних кінематографістів світового кіно, підвищення рівня знань і розуміння цих творів серед різних аудиторій, в першу чергу в районі Лос-Анджелеса;
- підтримка проектів, які захищають багату історію кінофільмів Голлівуду і відтворення старих фільмів.

3. Культурний обмін, співпраця та проведення спільних виставок з різними виробниками кіно і телепрограм, які використовують плівку. Пріоритет надається подіям у районі Лос-Анджелеса.
4. Підтримка спеціальних проектів, освітніх і культурних заходів, пов'язаних з кіно та телеіндустрією.